# Wellington Castro
Wellington Balbino de Castro (Belo Horizonte, 8 de maio de 1939 - [[13 de outubro] de 2012) foi um jornalista, publicitário, radialista e político brasileiro do estado de Minas Gerais.

Foi deputado estadual em Minas Gerais no período de 1987 a 1995 (11ª e 12ª legislaturas) pelo PDT.